# Какехаси
Какехаси (яп. 梯川 какэхасигава) — река в Японии на острове Хонсю. Протекает по территории префектуры Исикава.
Исток реки находится под горой Судзугадаке (鈴ヶ岳, высотой 1175 м), на территории города Комацу, оттуда она течёт на север. В посёлке Канено в неё впадает Готани (郷谷川), а в Каруми — Касуками (滓上川) и Буцудайдзи (仏大寺川). Ниже Каруми она поворачивает на запад и течёт по равнине, где образует конус выноса. Петляя по равнине, Какехаси протекает через город Комацу и впадает в Японское море.
Длина реки составляет 42 км, на территории её бассейна (271 км²) проживает около 160 000 человек. Согласно японской классификации, Какехаси является рекой первого класса.
Около 70 % бассейна реки занимает природная растительность, около 20 % — сельскохозяйственные земли, около 10 % застроено.
Уклон реки в верховьях составляет около 1/10-1/60, в среднем течении — 1/150-1/670, в низовьях — 1/4500. Среднегодовая норма осадков в верховьях реки составляет около 2700 мм в год, а в низовьях около 2200 мм в год.
В XX веке самые разрушительные наводнения происходили в 1933, 1934, 1959 и 1968 годах. Во время наводнения 1933 года было полностью затоплено 1549 домов, в 1959 году — 390.